# Rafa Estrada
Rafael Estrada Puertos, conegut com Rafa Estrada (Castelló, Ribera Alta, 1958) és un cantant i escriptor valencià. De professió, mestre de educació primària, l'any 2016 va ser despatxat del col·legi Claret de Xàtiva, on havia treballat vint-i-sis anys, per la reducció d'una línia en valencià per part de la Conselleria d'Educació, Investigació, Cultura i Esport de la Generalitat Valenciana. Les males formes de l'acomiadament i el fet que l'altre mestre afectat per la retallada fóra l'escriptor Josep Manel Vidal els feu pensar en motius ideològics.
L'any 1997 publicà la seua primera referència bibliogràfica, D'un cor de pas, la veu, un poemari que inclou un casset amb recitats i cançons. D'ençà l'han seguit Terra de tendresa (2001), Reminiscències d'amor i joia (2008, amb un disc compacte de cançons), Petjades insomnes (2012), Ombres de memòria incerta (2014, amb el disc Poesons) i Sol de mitjanit (2017).
Durant el confinament per la pandèmia per coronavirus de 2019-2020 recuperà una cançó inèdita, "Dona", que no havia cantada des de la dècada del 1990.

## Discografia
- D'un cor de pas, la veu (1997)
- Amagats racons (2002)
- Entre amics (2006)
- Reminiscències d'amor i joia (2008)
- Maig (2009)
- Poesons (2013)[5]
- Cel immens (2017)